# Waldstatt
Waldstatt (schweizertyska: I de Waltschtat) är en ort och kommun i kantonen Appenzell Ausserrhoden i Schweiz. Kommunen har 1 874 invånare (2023).